# ОЦ-33
ОЦ-33 «Пернач» — российский автоматический пистолет, разработанный в середине 1990-х годов коллективом конструкторов ЦКИБ СОО под руководством И. Я. Стечкина для замены пистолета АПС. На этапе разработки оружие имело наименование АП СБЗ-2 («автоматический пистолет конструкции И.Я. Стечкина, А.В. Бальцера, А.В. Зинченко»).

## Описание
ОЦ-33 разработан на основе конструкции автоматического пистолета ОЦ-23 «Дротик».
ОЦ-33 построен на основе автоматики со свободным затвором при подвижном стволе.
Самовзводный ударно-спусковой механизм двойного действия, куркового типа позволяет ведение одиночного и автоматического огня. Пистолет имеет две возвратные пружины: одну — для затвора с кожухом, другую — для ствола.
Предохранитель-переводчик режимов огня продублирован на обеих сторонах затвора и обеспечивает ведение одиночного (среднее положение) и автоматического огня (нижнее положение).
Двусторонняя кнопка защёлки магазина расположена на приливе спусковой скобы. Питание пистолета осуществляется из стандартного коробчатого магазина ёмкостью 18 патронов (с двухрядным расположением патронов), габариты которого не выступают за пределы рукоятки пистолета, или из удлинённого магазина ёмкостью 27 патронов. Кнопка затворной задержки расположена на левой стороне оружия. Прицел открытого типа, с возможностью подстройки целика.
Для ведения прицельного автоматического огня пистолет оснащается съёмным складным плечевым упором (прикладом), выполненным из стали и носимым в отдельном чехле на ремне. Под стволом на раме оружия выполнены направляющие для крепления боевого фонаря или лазерного целеуказателя.

## Страны-эксплуатанты
- Россия — некоторое количество ОЦ-33 поступило на вооружение спецподразделений МВД РФ.